# Hambroekermaten

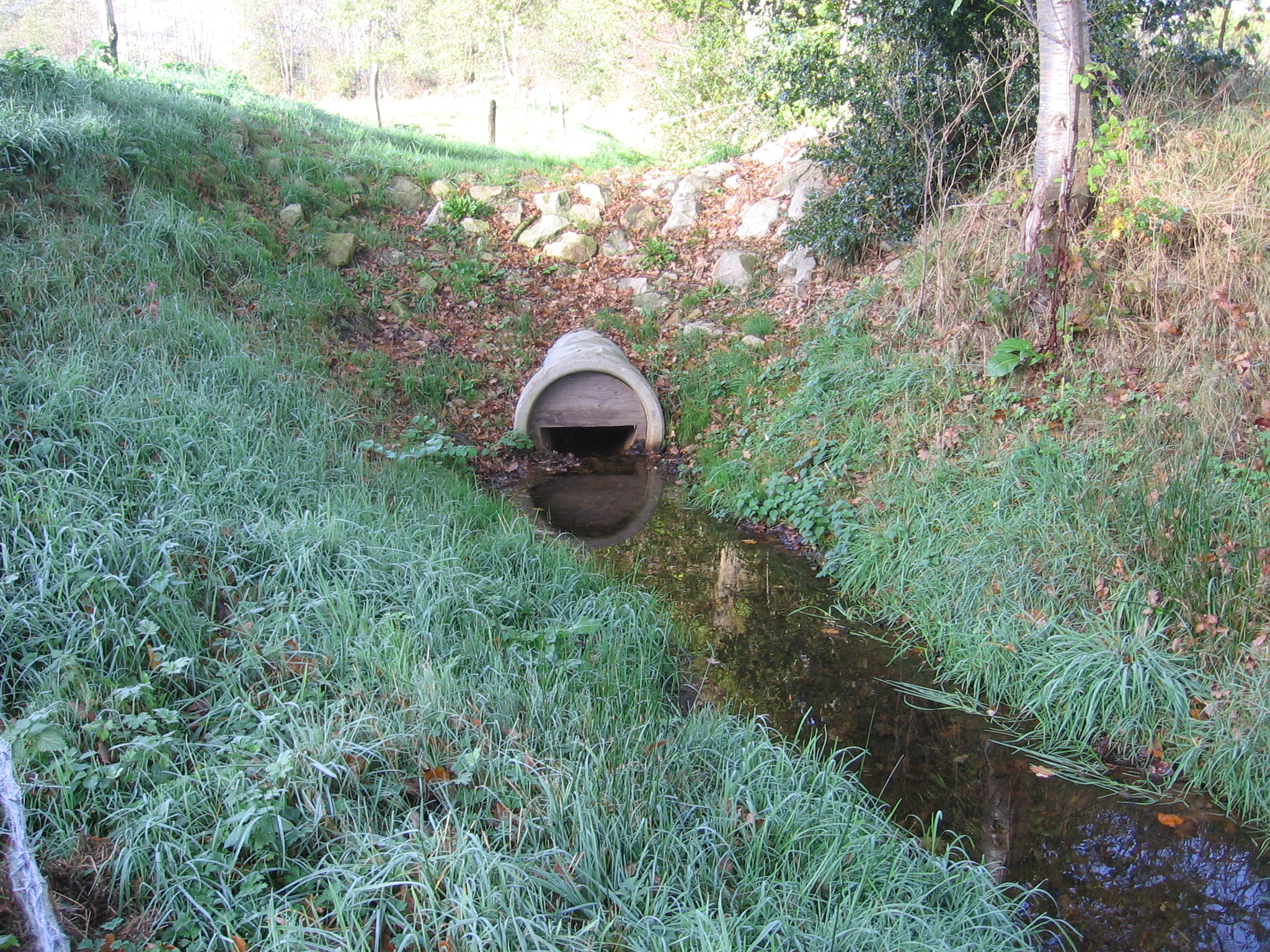
De knijpduiker van het retentiegebied Hambroekermaten nabij Tubbergen

De Hambroekermaten is de naam van een retentiegebied in de omgeving van Tubbergen. Het retentiegebied bestaat uit een weiland van vier hectare omgeven door houtwallen, dat bij hevige regenval gebruikt wordt voor de tijdelijke berging van het surplus aan water. Het ligt in het stroomgebied van de Markgraven en de Onderbeek, twee beken waarvan de bronnen liggen op de Hezinger es op 70 meter boven zeeniveau.